# 27. BAFTA-gála
A 27. BAFTA-gálát 1974-ben tartották, melynek keretében a Brit film- és televíziós akadémia az 1973. év legjobb filmjeit és alkotóit díjazta.

## Díjazottak és jelöltek
(a díjazottak félkövérrel vannak jelölve)

### Legjobb film
Amerikai éjszaka
- A Sakál napja
- A burzsoázia diszkrét bája
- Ne nézz vissza!

### David Lean-díj a legjobb rendezésért
François Truffaut – Amerikai éjszaka
- Fred Zinnemann – A Sakál napja
- Luis Buñuel – A burzsoázia diszkrét bája
- Nicolas Roeg – Ne nézz vissza!

### Legjobb elsőfilmes
Peter Egan – A Lady sofőrje
- Jim Dale – Két Balláb az ezredben
- David Essex – Az lesz majd a nap
- Kris Kristofferson – Pat Garrett és Billy, a kölyök

### Legjobb főszereplő
Walter Matthau – Micsoda házasság! / Charley Varrick
- Marlon Brando – Az utolsó tangó Párizsban
- Laurence Olivier – Mesterdetektív
- Donald Sutherland – Ne nézz vissza! / Testvérháború

### Legjobb női főszereplő
Stéphane Audran – A burzsoázia diszkrét bája/Juste avant la nuit
- Julie Christie – Ne nézz vissza!
- Glenda Jackson – Egy kis előkelőség
- Diana Ross – A Lady bluest énekel

### Legjobb férfi mellékszereplő
Arthur Lowe – A szerencse fia
- Ian Bannen – Az igazság ereje
- Denholm Elliott – Babaház
- Michael Lonsdale – A Sakál napja

### Legjobb női mellékszereplő
Valentine Cortese – Amerikai éjszaka
- Rosemary Leach – Az lesz majd a nap
- Delphine Seyrig – A Sakál napja
- Ingrid Thulin – Suttogások és sikolyok

### Legjobb forgatókönyv
A burzsoázia diszkrét bája – Luis Buñuel, Jean-Claude Carrière
- A Sakál napja – Kenneth Ross
- Mesterdetektív – Anthony Schaffer
- Egy kis előkelőség – Melvin Frank, Jack Rose

### Legjobb operatőri munka
Ne nézz vissza!
- Suttogások és sikolyok
- Jézus Krisztus szupersztár/Utazások nagynénémmel
- Mesterdetektív

### Legjobb jelmez
A Lady sofőrje
- Napfivér, Holdnővér
- Babaház
- Jézus Krisztus szupersztár

### Legjobb vágás
A Sakál napja
- Charley Varrick
- Ne nézz vissza!
- The National Health

### Anthony Asquith-díj a legjobb filmzenének
A szerencse fia – Alan Price
- Pat Garrett és Billy, a kölyök – Bob Dylan
- Csibész – Taj Mahal
- Ostromállapot – Míkisz Theodorákisz

### Legjobb díszlet
A Lady sofőrje
- England Made Me
- Fellini-Róma
- Mesterdetektív

### Legjobb hang
Jézus Krisztus szupersztár
- A Sakál napja
- A burzsoázia diszkrét bája
- Ne nézz vissza!

### Legjobb animációs film
Tchou Tchou
- Balablok

### Legjobb rövidfilm
Caring For History
- Artistry In Tureens
- The Scene From Melbury House
- Without Due Care

### Legjobb speciális film
A Man's World
- The Pastfinders
- Who Sold You This, Then?
- WSP

### Robert Flaherty-díj a legjobb dokumentumfilmnek
Grierson

### Egyesült Nemzetek-díj az ENSZ Alapokmányának egy vagy több elvét bemutató filmnek
Ostromállapot
- Jézus Krisztus szupersztár
- Savages
- Csibész

### Akadémiai tagság
David Lean